# 윤균상 (1975년)
윤균상(1975년 3월 3일 ~ )은 대한민국의 전 축구 선수이자 현 축구 지도자로 현재 K4리그 울산시민축구단의 감독 겸 대한축구협회 대회분과위원으로 재직 중이며 현역 시절 1997년부터 1998년까지 FC 서울에서 뛰었고 은퇴 이후 2014년부터 2015년까지 대전 하나 시티즌의 코치로 재직한 것을 제외하고는 대부분의 축구인 커리어를 울산에서 보내고 있다.

## 대회 성적

### 클럽 (지도자)
대전 하나 시티즌 (코치)
- K리그2 : 우승 (2014)

울산시민축구단
- K3리그 베이직 : 우승 (2019)
- K3리그 : 4위 (2023)
- K4리그 : 준우승 (2020)
- 전국체육대회 : 금메달 (2022), 동메달 (2023)